# Stapvoets

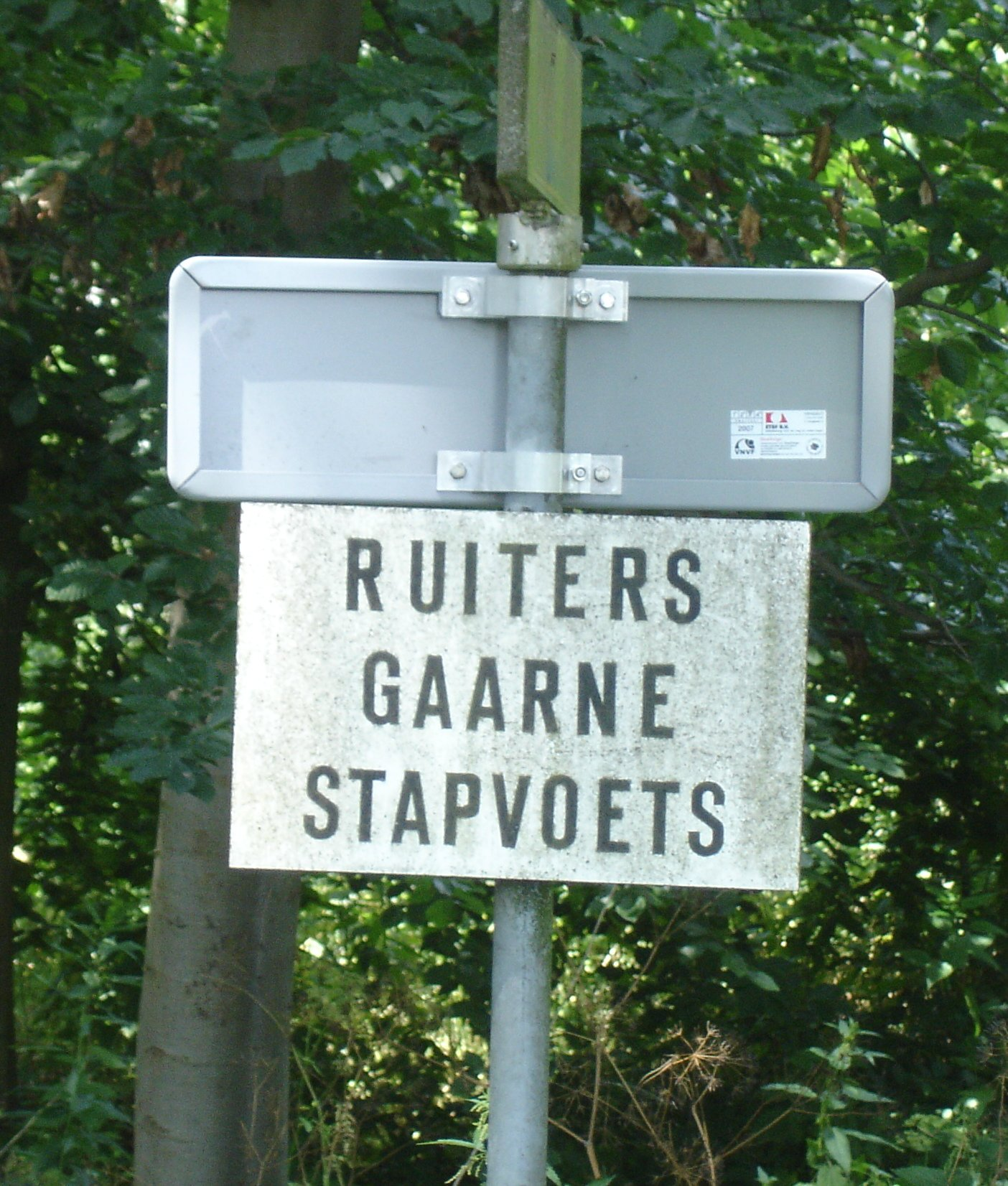
Ruiters stapvoets

Stapvoets is een snelheidsaanduiding.
In de tijd dat het vervoer met paarden geschiedde, was dit een duidelijke term.
Een paard heeft geen snelheidsmeter, maar kan stappen, draven of galopperen.
'Stapvoets' was in de verkeerswetgeving dan ook een vanzelfsprekende manier om een lage snelheid aan te duiden.
Bij voertuigen (auto's, fietsen) kan men het woord 'stapvoets' eigenlijk niet gebruiken, maar desondanks is het woord in de verkeerswetgeving gebleven, en dan wordt daarmee een voorzichtige, lage snelheid bedoeld, zo laag dat men tijdig kan stoppen, bijvoorbeeld voor plotseling overstekende kinderen.

## Situatie in Nederland
Onder andere in erven mocht lange tijd niet sneller dan 'stapvoets' gereden worden. De gedachte hierachter is dat een erf een veilige omgeving rond een woning dient te zijn waar men kan wandelen of spelen, en waar de bestuurder van een voertuig zich als 'gast' gedraagt. De bestuurders dienen zich dus aan te passen aan de voetgangers en niet andersom. Het was niet geheel duidelijk welke snelheid met 'stapvoets' wordt bedoeld. Voor de hand lag 6 km/h, de snelheid van een stappend paard (of een stevig doorstappende wandelaar), maar dat is voor een auto al erg langzaam terwijl een fietser bij deze snelheid moeite heeft zijn evenwicht te bewaren. Er werden ook hogere snelheden, tot 30 km/h, genoemd. De Hoge Raad heeft 'stapvoets' vastgesteld op 15 km/h. In 2013 is deze 15 km/h ook in het RVV opgenomen, de bepaling 'stapvoets' is daarmee uit de tekst verdwenen.

## Spoorwegen
Bij de spoorwegen wordt stapvoets gereden als de beveiliging verstoord is.
De machinist let dan niet op de seinen maar kijkt zelf of de wissels goed liggen, of spoorbomen en bruggen gesloten zijn enzovoorts. Hij moet zijn snelheid laag genoeg houden om, indien nodig, op tijd te kunnen stoppen.
De officiële benaming is hier: op zicht rijden.